# Julien Simon
Julien Simon (Rennes, Bretaña, 4 de octubre de 1985) es un ciclista francés que fue profesional entre 2008 y 2024.
Debutó como profesional en 2008 con el equipo francés del Crédit Agricole. En 2009 fichó por el Besson Chaussures-Sojasun, en el que permaneció hasta la temporada 2013.

## Palmarés
2011
- Clásica de Ordizia

2012
- 2 etapas de la Volta a Cataluña
- Tour de Finisterre
- Gran Premio de Plumelec-Morbihan
- Gran Premio de Valonia

2014
- Gran Premio de Plumelec-Morbihan
- Copa de Francia[3]

2017
- 1 etapa del Tour de Haut-Var

2018
- Tour de Doubs

2019
- Tour de Finisterre[4]
- 2.º en el Campeonato de Francia en Ruta

2022
- Gran Premio de Morbihan
- Tour de Finisterre
- 1 etapa del Tour de Limousin
- Copa de Francia[3]

## Resultados en Grandes Vueltas y Campeonatos del Mundo
Durante su carrera deportiva consiguió los siguientes puestos en las Grandes Vueltas y en los Campeonatos del Mundo:
| Carrera         | Carrera         | 2008 | 2009 | 2010 | 2011 | 2012 | 2013 | 2014  | 2015 | 2016 | 2017  | 2018  | 2019  | 2020 | 2021  | 2022 | 2023 | 2024 |
| --------------- | --------------- | ---- | ---- | ---- | ---- | ---- | ---- | ----- | ---- | ---- | ----- | ----- | ----- | ---- | ----- | ---- | ---- | ---- |
|                 | Giro de Italia  | —    | —    | —    | —    | —    | —    | —     | —    | —    | —     | —     | —     | —    | ―     | ―    | ―    | ―    |
|                 | Tour de Francia | —    | —    | —    | —    | 92.º | 87.º | 109.º | 94.º | —    | 117.º | 101.º | 108.º | —    | 129.º | ―    | ―    | ―    |
|                 | Vuelta a España | —    | —    | —    | —    | —    | —    | —     | 74.º | —    | —     | —     | —     | 65.º | ―     | ―    | ―    | ―    |
| Mundial en Ruta | Mundial en Ruta | —    | —    | —    | —    | —    | —    | —     | Ab.  | —    | 32.º  | —     | —     | ―    | —     | ―    | ―    | ―    |

—: no participa

Ab.: abandono

## Equipos
- Crédit Agricole (2008)
- Sojasun (2009-2013)
  - Besson Chaussures-Sojasun (2009)
  - Saur-Sojasun (2010-2012)
  - Sojasun (2013)
- Cofidis, Solutions Crédits (2014-2019)
- Total[5] (2020-2024)
  - Team Total Direct Énergie (2020-06.2021)
  - Team TotalEnergies (06.2021-2024)